# إريك جنكينز
اريك جنكينز (بالإنجليزية: Eric Jenkins)‏ هو منافس ألعاب قوى أمريكي، ولد في 24 نوفمبر 1991 في بورتسموث في الولايات المتحدة.

## وصلات خارجية
- اريك جنكينز على موقع الاتحاد الدولي لألعاب القوى (الإنجليزية)
- اريك جنكينز على موقع الاتحاد الأمريكي لسباقات المضمار والميدان (الإنجليزية)
- اريك جنكينز على موقع الدوري الماسي (الإنجليزية)
- اريك جنكينز على موقع TFRRS.org (الإنجليزية)
- اريك جنكينز على موقع TFRRS.org (الإنجليزية)